# Seiche (Fluss)
Die Seiche (IPA: [sɛʃ]) ist ein Fluss in Frankreich, der überwiegend in der Region Bretagne verläuft. Er entspringt im Gemeindegebiet von Le Pertre, entwässert generell Richtung West und mündet nach rund 97 Kilometern nahe Pont-Péan als linker Nebenfluss in die Vilaine. Auf seinem Weg durchquert er die Départements Ille-et-Vilaine und Mayenne.

## Orte am Fluss
- Le Pertre
- Gennes-sur-Seiche
- Availles-sur-Seiche
- Moutiers
- Visseiche
- Marcillé-Robert
- Amanlis
- Vern-sur-Seiche
- Noyal-Châtillon-sur-Seiche
- Chartres-de-Bretagne
- Pont-Péan
- Bruz